# Balıkesir (provincie)
Balıkesir je provincie v západním Turecku mezi Marmarským a Egejským mořem. Hlavním městem provincie je město Balıkesir. Rozloha provincie je 14 456 km² a žije zde 1 118 313 obyvatel (2007).

## Administrativní členění
Provincie je rozdělena do 19 distriktů:
| - Ayvalik - Balıkesir - Balya - Bandırma - Bigadiç - Burhaniye - Dursunbey | - Edremit - Erdek - Gömeç - Gönen - Havran - İvrindi | - Kepsut - Manyas - Marmara - Savaştepe - Sındırgı - Susurluk |

## Transport
Balıkesir je snadno sjízdný díky nejvíce používané silnici Turecka, jež spojuje Istanbul se Smyrnou.